# ベン・トーのディスコグラフィ
ベン・トーのディスコグラフィでは、 『ベン・トー』の関連CDについて記述する。発売元はポニーキャニオン、響、集英社。

## キャラクターソング

### 主題歌

#### 笑顔の法則
2011年11月2日に発売。ディスクジャケットには槍水仙が描かれている。
表題曲「笑顔の法則」は、テレビアニメのエンディングテーマとして使用されている。歌は劇中で槍水仙役を演じている伊瀬茉莉也が唄っている。カップリング曲の「氷の美称」は、ロックテイストの曲。
2011年11月14日付のオリコン週間シングルチャートで84位、Billboard JAPAN Hot Singles Salesでは93位を獲得した。
収録曲
1. 笑顔の法則 [5:09]
作詞：Satomi、作曲・編曲：川崎里実
  - テレビアニメ『ベン・トー』エンディングテーマ

心に染みる曲で[3]、レコーディング時は仙の気持ちを考えながら唄入れを行ったと語っている[2]。
映像は部室で槍水が誰かを待ち続けるものとなっており、監督の板垣はこの映像を、槍水が一時の孤独を恐れず、いずれ出逢えるであろう仲間を待つ内容であると説明している[4]。
2. 氷の美称 [4:11]
作詞：石川絵理、作曲・編曲：佐伯高志
3. 笑顔の法則（Instrumental）
4. 氷の美称（Instrumental）

### 「Treasure!」と、その他「ベン・トー」な歌つめ合わせ
2011年11月16日に発売。ディスクは2枚組。1枚目には著莪あやめのキャラクターソング、2枚目には白粉花のキャラクターソングと挿入歌が収録されている。
2011年11月28日付のオリコン週間シングルチャートで102位を獲得した。
収録曲

#### DISC-1
1. Treasure! [3:31]
歌：著莪あやめ（加藤英美里）
作詞：宮崎まゆ、作曲：岡本健介、編曲：山田高弘
  - テレビアニメ『ベン・トー』第4話オープニングテーマ

著莪あやめが初登場する回のみの限定オープニングで、監督が自らOP映像の絵コンテを担当した[5]。企画当初はオープニングやエンディングを複数用意する案もあり、その名残であるという[5]。
2. ひとくち♡ちょうだい [4:37]
著莪あやめ（加藤英美里）
作詞：Satomi、作曲：前口渉、編曲：河田貴央
3. Treasure!（Instrumental）
4. ひとくち♡ちょうだい（Instrumental）

#### DISC-2
1. 今日もエンジョイ☆ホーキーマート [2:21]
歌：鴨志田智愛
作詞・作曲・編曲：佐々倉有吾
  - 第1話〜第4話、第10話挿入歌
2. あなたを笑顔に♪ スーパーときわ [2:45]
歌：鈴木静那
作詞・作曲・編曲：佐々倉有吾
  - 第2話、第3話、第11話挿入歌
3. 行こうよ! ラルフストア [2:24]
歌：水野佐彩
作詞・作曲・編曲：佐々倉有吾
  - 第5話、第6話、第8話挿入歌
4. ジンギスカン・オア・ダイ [2:34]
歌：Sugar Honey Babies
作詞：七条レタス、作曲・編曲：D.watt
5. 筋肉刑事（マッスルデカ）は何度でも逝く [4:18]
歌：白粉花（悠木碧）
作詞：七条レタス、作曲・編曲：D.watt

## サウンドトラック
テレビアニメのサウンドトラック。2011年12月21日に発売。劇中のBGMが収録されている。全曲の作曲は岩崎琢が手がけている。また、音楽製作を手掛けた岩崎琢とテレビアニメの監督を務めた板垣伸の対談記事が同梱されている。ディスクジャケットには槍水仙が描かれている。
曲名はM番号や抽象的な単語のみとなっているが、これは岩崎が制作時に受け取った曲発注表をそのまま付けている。これは『このオーダーで「こんなん出ました」』というリスナーへの種明かしである。
2012年1月2日付のオリコン週間アルバムチャートで280位を獲得した。
収録曲
| トラック | 曲名                          | 時間 |
| -------- | ----------------------------- | ---- |
| 01       | M22 悲しみ2                   | 3:01 |
| 02       | M1 日常1 何気ない一日の始まり | 2:45 |
| 03       | M6 日常6 恋愛に似た雰囲気     | 2:21 |
| 04       | M14 コミカル4 いらつき        | 2:33 |
| 05       | M8 槍水1 淡々                 | 3:04 |
| 06       | M29 M33 戦闘1 戦闘5           | 4:07 |
| 07       | M2 日常2 のんびり             | 2:34 |
| 08       | M11 コミカル1 しょんぼり      | 2:39 |
| 09       | M13 コミカル3 企み            | 2:22 |
| 10       | M31 戦闘3 強敵                | 2:28 |
| 11       | M30 戦闘2 氷結の魔女          | 3:27 |
| 12       | M16 心情1 優しさ              | 2:16 |
| 13       | EyeCatch                      | 0:17 |
| 14       | M20 I gotta turn it on        | 4:07 |
| 15       | M23 悲しみ3 敗北              | 2:18 |
| 16       | M3 日常3 淡々                 | 2:57 |
| 17       | M24 シリアス1 沢桔姉妹        | 3:30 |
| 18       | M17 心情2 回想                | 2:37 |
| 19       | M10 白梅 静かな凄み           | 2:48 |
| 20       | M34 戦闘6 アップテンポ        | 2:26 |
| 21       | M19 心情4 勝利の後の晩餐      | 2:27 |
| 22       | M18 心情3 前向き              | 2:44 |
| 23       | M21 悲しみ1 悲壮感            | 2:25 |
| 24       | M25 サスペンス1               | 3:03 |
| 25       | M28 緊張感                    | 2:29 |
| 26       | M32 戦闘4 睨み合い            | 3:12 |
| 27       | M35 Gelida fenice             | 3:30 |
| 28       | M7 日常7 感動                 | 2:40 |

参加ミュージシャン
| ピアノ                | 岩崎琢   |
| シンセサイザー        | 岩崎琢   |
| プログラミング        | 岩崎琢   |
| ドラムス              | 吉田達也 |
| ギター                | 今堀恒雄 |
| トランペット          | YOKAN    |
| アルト&テナーサックス | 山本拓夫 |
| ソプラノサックス      | 松原孝政 |
| アルトサックス        | 有村純親 |
| テナーサックス        | 松井宏幸 |
| バリトンサックス      | 東涼太   |
| ヴォーカル            | 小倉信哉 |
| ヴォーカル            | 小宮一浩 |
| ヴォーカル            | 吉田達也 |

## ラジオCD

### Vol.1
2012年1月27日発売。また、2011年12月29日から12月31日に東京国際展示場で開催の『コミックマーケット81』で先行販売が行われた。ディスクは2枚組の構成になっており、1枚目は新規撮り下ろしの音源、2枚目は既存の配信回の第1回から第7回の音源が収録されている。
新規撮り下ろしの音源のゲストには原作者のアサウラが出演している。ディスクジャケットには佐藤洋、槍水仙が描かれている。イラストはアニメーション製作を手掛けたdavid productionによる描き下ろし。
収録内容
| トラック               | タイトル               | ゲスト                 |
| DISC-1（オーディオCD） | DISC-1（オーディオCD） | DISC-1（オーディオCD） |
| ---------------------- | ---------------------- | ---------------------- |
| 01                     | 新規撮り下ろし音源     | アサウラ               |
| DISC-2（データCD−ROM） |                        |                        |
| 01                     | 第1回                  |                        |
| 02                     | 第2回                  | 悠木碧                 |
| 03                     | 第3回                  |                        |
| 04                     | 第4回                  | 茅野愛衣               |
| 05                     | 第5回                  | 愛美                   |
| 06                     | 第6回                  |                        |
| 07                     | 第7回                  | 加藤英美里             |

### Vol.2
2012年4月25日発売（同年3月31日、4月1日に幕張メッセで開催の『ANIME CONTENTS EXPO 2012』で先行発売）。ディスクは2枚組の構成になっており、1枚目は新規撮り下ろしの音源、2枚目は既存の配信回の第8回から第14回の音源が収録されている。
新規撮り下ろしの音源のゲストには原作者のアサウラ、茶髪役の中村繪里子が出演している。ディスクジャケットには佐藤洋、槍水仙、茶髪が描かれている。イラストはアニメーション製作を手掛けたdavid productionによる描き下ろし。
収録内容
| トラック               | タイトル               | ゲスト                 |
| DISC-1（オーディオCD） | DISC-1（オーディオCD） | DISC-1（オーディオCD） |
| ---------------------- | ---------------------- | ---------------------- |
| 01                     | 新規撮り下ろし音源     | アサウラ               |
| 01                     | 新規撮り下ろし音源     | 中村繪里子             |
| DISC-2（データCD−ROM） |                        |                        |
| 01                     | 第8回                  |                        |
| 02                     | 第9回                  | 竹達彩奈               |
| 03                     | 第10回                 |                        |
| 04                     | 第11回                 | 興津和幸               |
| 05                     | 第12回                 |                        |
| 06                     | 第13回                 | 悠木碧                 |
| 07                     | 第14回                 |                        |

## ドラマCD
『スーパーダッシュ&ゴー!』創刊号（2011年12月号）特別付録ドラマCD（集英社、非売品・分売不可）には『ベン・トー』3話（3ファイル、原作者アサウラ書き下ろし脚本）だけでなく『オワ・ランデ!』1話（2ファイル、平松正樹脚本）も収録されている。また同CDの『ベン・トー』キャスト座談会はアニメ収録開始前に行われたもの。

### 『SD&GO!』創刊号特別付録ドラマCD
1. 父、来襲（『ベン・トー』） [12:31]
2. うめうめうめ（『ベン・トー』） [13:25]
3. キャスト座談会（『ベン・トー』） [10:02]
4. 〜ヤレない貴族のオトシ方〜（前半、『オワ・ランデ!』） [16:20]
5. 〜ヤレない貴族のオトシ方〜（後半、『オワ・ランデ!』） [16:00]